# إيستون (نيويورك)
إيستون (بالإنجليزية: Easton, New York)‏ هي بلدة أمريكية تقع في الولايات المتحدة في مقاطعة واشنطن، نيويورك. يقدر عدد سكانها بـ 2,259 نسمة ومساحتها 163.6 كم2 وترتفع عن سطح البحر 167 متر.

## أعلام
- جورج هنري كورليس